# Мінімально життєздатний продукт

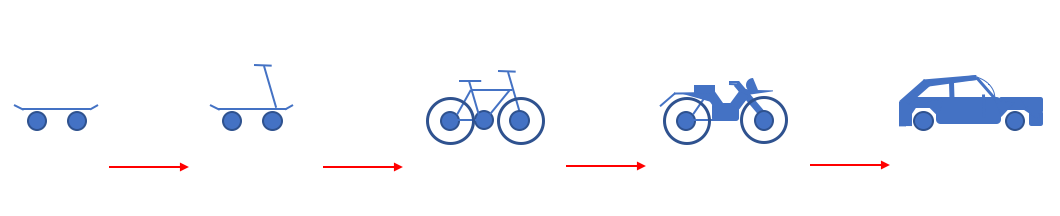
Шлях від мінімально життєздатного продукту до складнішого

MVP, мінімально життєздатний продукт (англ. Minimum viable product — MVP) — продукт з мінімальним функціоналом, який можна дати користувачам для використання. Використовується для тестування ідей у розробці програм з мінімальними затратами ресурсів. Зазвичай реалізується шляхом вдалого планування релізів, коли у перший реліз входять лише основні функції (або одна найважливіша), що дає можливість користувачам уже почати працювати, не очікуючи остаточної версії і які потім можуть надати зворотний зв'язок для подальшого розвитку продукту.
Теорію мінімально життєздатного продукту придумав Френк Робінсон (Frank Robinson), а популяризували Стів Бланк та Ерік Різ.
Використовується також в онлайн-маркетингу. Для  додатків програм, що не існують,  створюються рекламні сайти та запускають рекламну кампанію. Кількість користувачів, що зацікавилися товаром, слугує доказом, що ринку потрібен такий продукт. Або при додаванні нового функціоналу спочатку створюють посилання на нього всередині сервісу на рекламну сторінку. Залежно від кількості користувачів, що хоч на мить  відкрили, вирішують чи треба розробляти його.

## Опис
Мінімально життєздатний продукт має достатньо основних функцій для ефективного розгортання продукту, але не більше. Розробники зазвичай розгортають продукт для підмножини можливих клієнтів, таких як ранні послідовники (early adopters), які, як вважається, більш поблажливі, більш схильні до зворотного зв'язку і здатні зрозуміти бачення продукту на основі раннього прототипу або маркетингової інформації. Ця стратегія спрямована на уникнення створення продуктів, які не потрібні клієнтам, і на отримання максимальної інформації про клієнта з найменшими витратами. Ця методика підпадає під методологію Lean Startup, оскільки MVP мають на меті перевірку бізнес-гіпотез, а перевірене навчання є одним з п'яти принципів методу Lean Startup. Це сильно контрастує з традиційним методом «стелс-режиму» розробки продукту, коли компанії складають детальні бізнес-плани, що охоплюють значний часовий горизонт. Стів Бланк стверджує, що основний принцип підходу Lean Startup полягає у перевірці гіпотез, що лежать в основі продукту, шляхом опитування клієнтів про те, чи потрібен їм продукт, чи відповідає він їхнім потребам, і переходу до іншого підходу, якщо гіпотеза виявляється хибною. Такий підхід до дешевої перевірки бізнес-ідей перед значними інвестиціями економить витрати та обмежує ризики, оскільки бізнес, який після експериментів виявився комерційно нездійсненним, можна легко припинити. Це особливо важливо, оскільки основною причиною невдач стартапів є відсутність ринкової потреби; тобто багато стартапів зазнають невдачі через те, що їхній продукт не потрібен багатьом людям, і тому вони не можуть генерувати достатній дохід, щоб окупити початкові інвестиції. Таким чином, можна сказати, що використання MVP допоможе потенційному підприємцю зрозуміти, який попит на його продукцію існує на ринку.
Наприклад, у 2015 році фахівці з Університету Сіднея розробили робота Rippa для автоматизації фермерських господарств та боротьби з бур'янами. До його випуску технічна гіпотеза — що робот може відрізнити бур'яни від сільськогосподарських рослин — вже була доведена. Але бізнес-гіпотезу — що він буде життєздатним інструментом на фермі, що вже  працює, — ще потрібно було довести. Застосування методу MVP тут полягає в тому, що спочатку перевіряється бізнес-гіпотеза, і тільки якщо вона виявиться успішною, інвестується подальша розробка.
«Мінімально життєздатний продукт — це версія нового продукту, яку команда використовує для збору максимальної кількості підтвердженої інформації про клієнтів з найменшими зусиллями». Використання у визначенні слів «максимум» і «мінімум» означає, що воно не є формульним. Воно вимагає судження, щоб з'ясувати, в якому контексті MVP має сенс. Через цю розпливчастість термін MVP зазвичай використовується, свідомо чи мимоволі, для позначення набагато ширшого поняття, що варіюється від продукту, схожого на прототип, до повноцінного продукту, що продається на ринку.
MVP може бути частиною стратегії та процесу, спрямованого на створення та продаж продукту клієнтам. Це ключовий артефакт в ітеративному процесі генерації ідей, створення прототипів, презентації, збору даних, аналізу та навчання. Намагаються мінімізувати загальний час, витрачений на ітерацію. Процес повторюється доти, доки не буде досягнуто бажаної відповідності продукту/ринку, або доки продукт не буде визнано нежиттєздатним.
Стів Бланк зазвичай називає мінімально життєздатним продуктом мінімальний набір функцій.